# Псерімос
Псерімос (грец. Ψέριμος) — острів в Егейському морі,що належить Греції.

## Географія

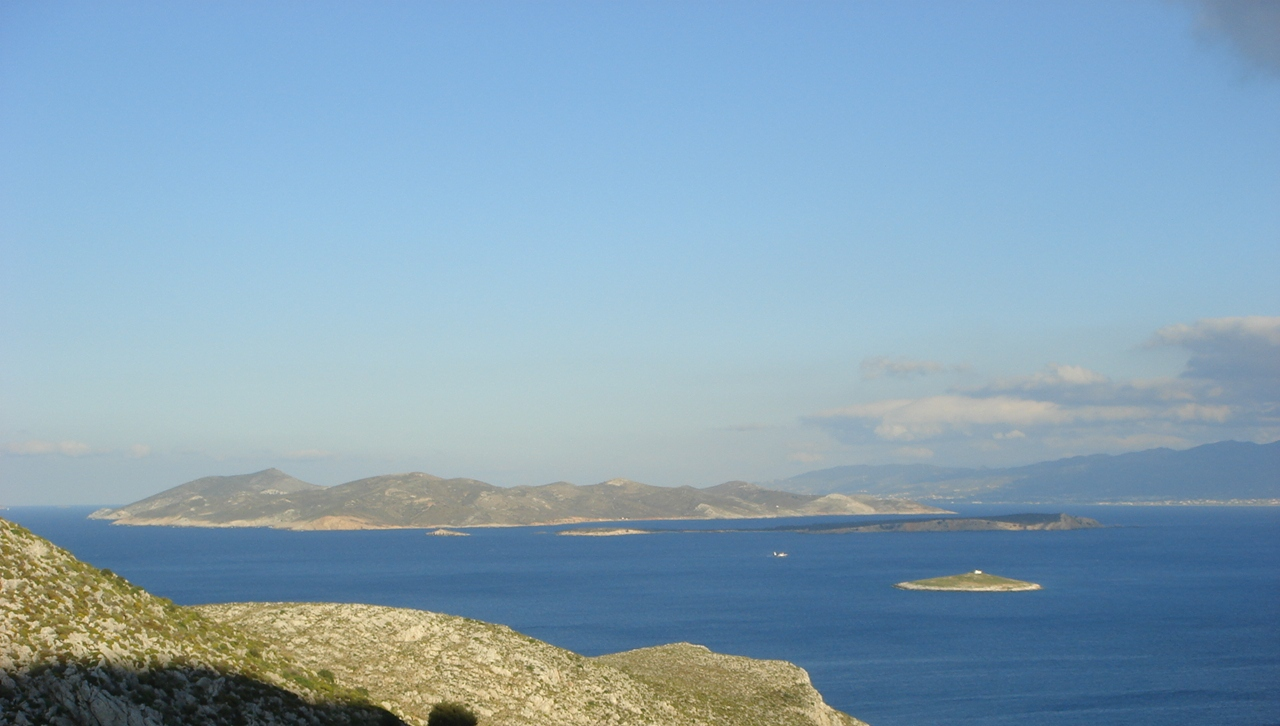
Псерімос

Входить до групи островів Додеканес (Південні Споради). Острів розташований між островами Кос та Калімнос. Острів займає площу близько 15 км². Острів має гористий рельєф.

## Населення
Згідно перепису населення 2001, на острові проживало 130 осіб. Останнім часом основними заняттями жителів є обслуговування туристів та рибальство.